# El sermón de la Capilla Sixtina
El sermón de la Capilla Sixtina (también conocido como Un sermón en la Capilla Sixtina o Sermón en la capilla Sixtina) es un cuadro al óleo de Vicente Palmaroli. Forma parte de la colección particular de Caja Duero, ubicada en Salamanca.

## Historia

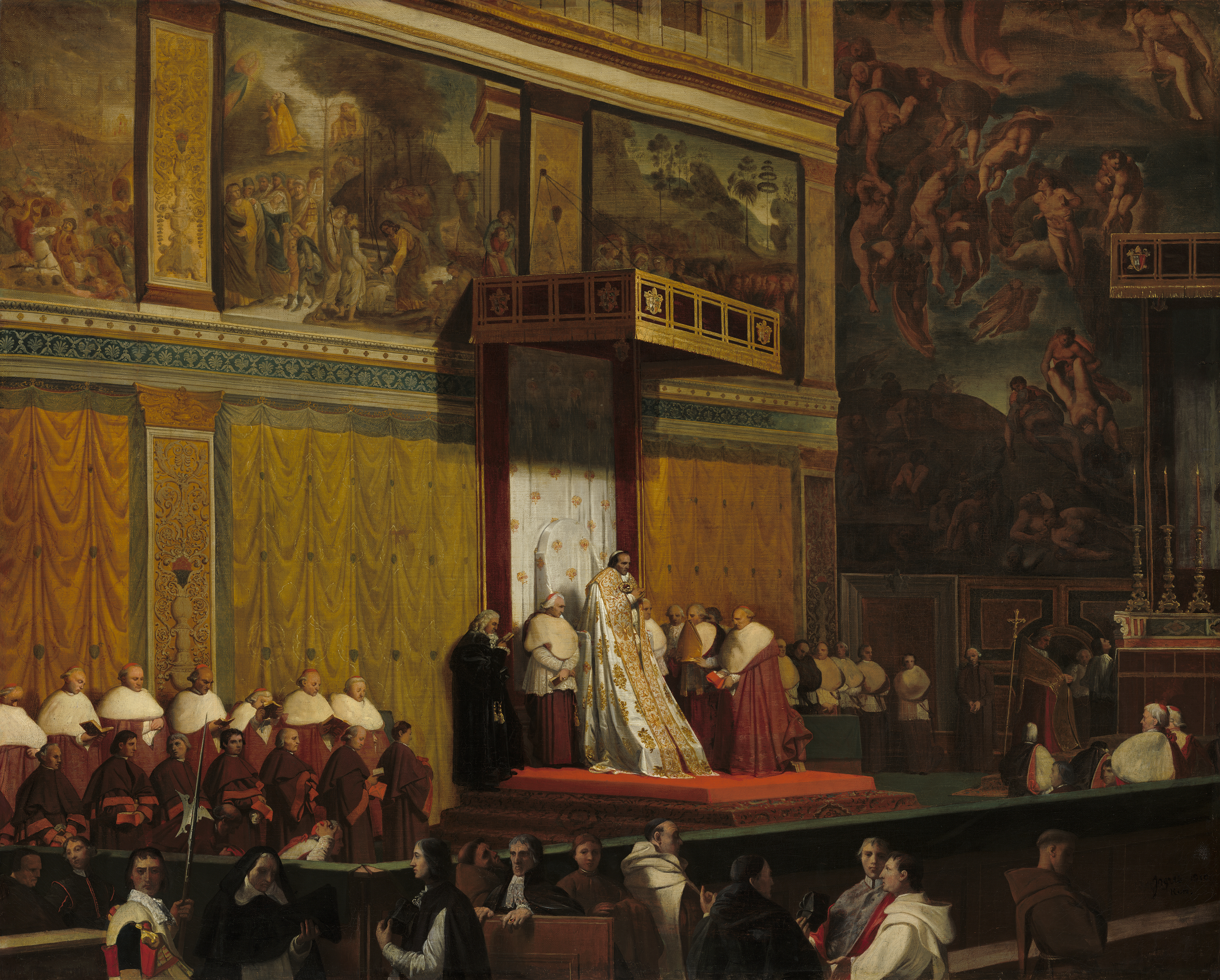
Pío VII en la Capilla Sixtina por Ingres, inspiración de la pintura de Palmaroli.

El origen de la pintura se encuentra en la segunda estancia del pintor en Italia desde 1863.  El cuadro fue presentado a la Exposición Nacional de Bellas Artes en 1866, celebrada en Madrid. La obra acabaría formando parte de la colección particular del rey consorte Francisco de Asís, quien había la había encargado a Palmaroli.
El cuadro fue presentado en la sección española de la Exposición Universal de París de 1867, obteniendo primero una medalla de plata y finalmente una medalla de oro. El cuadro causó gran impresión en sus contemporáneos y la emperatriz Eugenia intentó adquirirlo pese a ser una comisión del rey Francisco.

Ha sido definido por Martínez Plaza como:
el mejor cuadro español del siglo XIX dedicado a los temas de celebraciones religiosas.

## Descripción
El cuadro muestra una escena de género de temática religiosa, mostrando el momento de una predicación de un dominico ante un Pontífice y su corte en la Capilla Sixtina, ambientado aproximadamente en la segunda mitad del siglo XVI.

La composición y el tema del cuadro se encuentran profundamente influenciados por la obra de Ingres, Interior de la Capilla Sixtina (1814). La obra se encuadra en la época realista del pintor y ha sido calificado por la crítica como una de las mejores pinturas de composición de Palmaroli. Según Rosa Pérez el protagonismo de la pintura lo adquiere la luz, que según esta autora: 
la luz cae casualmente en el lugar que él ocupa en la Capilla.

### Individuales
1. ↑  Castro Martín, Ángel. «Vicente Palmaroli González». Diccionario biográfico español. Real Academia de la Historia.
2. ↑  Catálogo de la Exposición Nacional de Bellas Artes de 1866. Imprenta del Colegio de Sordo-Mudos y de Ciegos. 1867. p. 52. Consultado el 2 de noviembre de 2022.
3. ↑  «Muerte del Rey D. Francisco de Asís. La vida íntima del Rey». La Época (Madrid) (18.623). 18 de abril de 1902. p. 1.
4. ↑  Orellana, Francisco José (1867). «La sección española». La Exposicion Universal de Paris en 1867: considerada bajo el aspecto de los intereses de la produccion española en todos sus ramos de agricultura, industria y artes. Libr. de Manero. p. 132. Consultado el 2 de noviembre de 2022.
5. ↑  Martínez Plaza, Pedro J. (2020). «La clausura monástica femenina en la pintura española del siglo XIX». La Clausura femenina en España e Hispanoamérica: Historia y tradición viva,  Vol. 1, Tomo 1, 2020 (La Clausura femenina en España e Hispanoamérica: Historia y tradición viva (I)), ISBN 978-84-09-25500-9, págs. 77-98 (Real Centro Universitario Escorial-María Cristina): 77-98. ISBN 978-84-09-25499-6. Consultado el 3 de noviembre de 2022.
6. ↑  Navarro, Carlos G. (2015). «Ingres y los pintores españoles. De Velázquez a Picasso». Ingres, 2015, ISBN 978-84-8480-321-8, págs. 71-95 (Museo Nacional del Prado): 71-95. ISBN 978-84-8480-321-8. Consultado el 2 de noviembre de 2022.
7. ↑  Pérez, 1971, p. 26.